# Kecamatan Bukit Kemuning
Kecamatan Bukit Kemuning är ett distrikt i Indonesien.   Det ligger i provinsen Lampung, i den västra delen av landet, 280 km väster om huvudstaden Jakarta.